# Styela bathybia
Styela bathybia är en sjöpungsart som beskrevs av Bonnevie 1896. Styela bathybia ingår i släktet Styela och familjen Styelidae. Inga underarter finns listade i Catalogue of Life.